# Fort Hartenberg

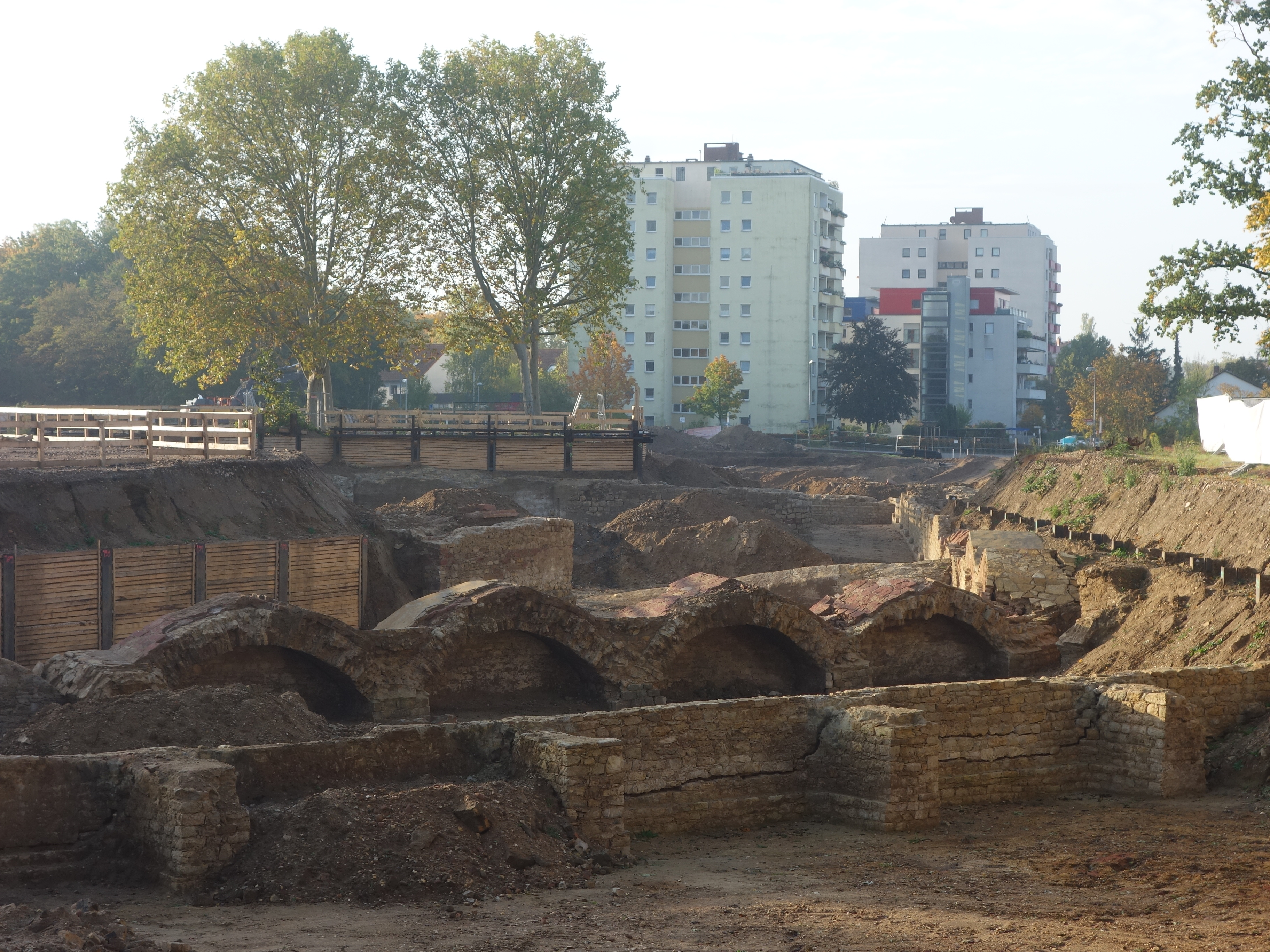
Teile des früheren Fort Hartenberg, Blick vom Hartenberg-Park aus in Richtung Süden (Oktober 2019)

Das Fort Hartenberg war Bestandteil der dritten Befestigungsphase der Festung Mainz nach der Neuordnung Europas durch den Wiener Kongress als Festung des Deutschen Bundes.

## Geographische Lage

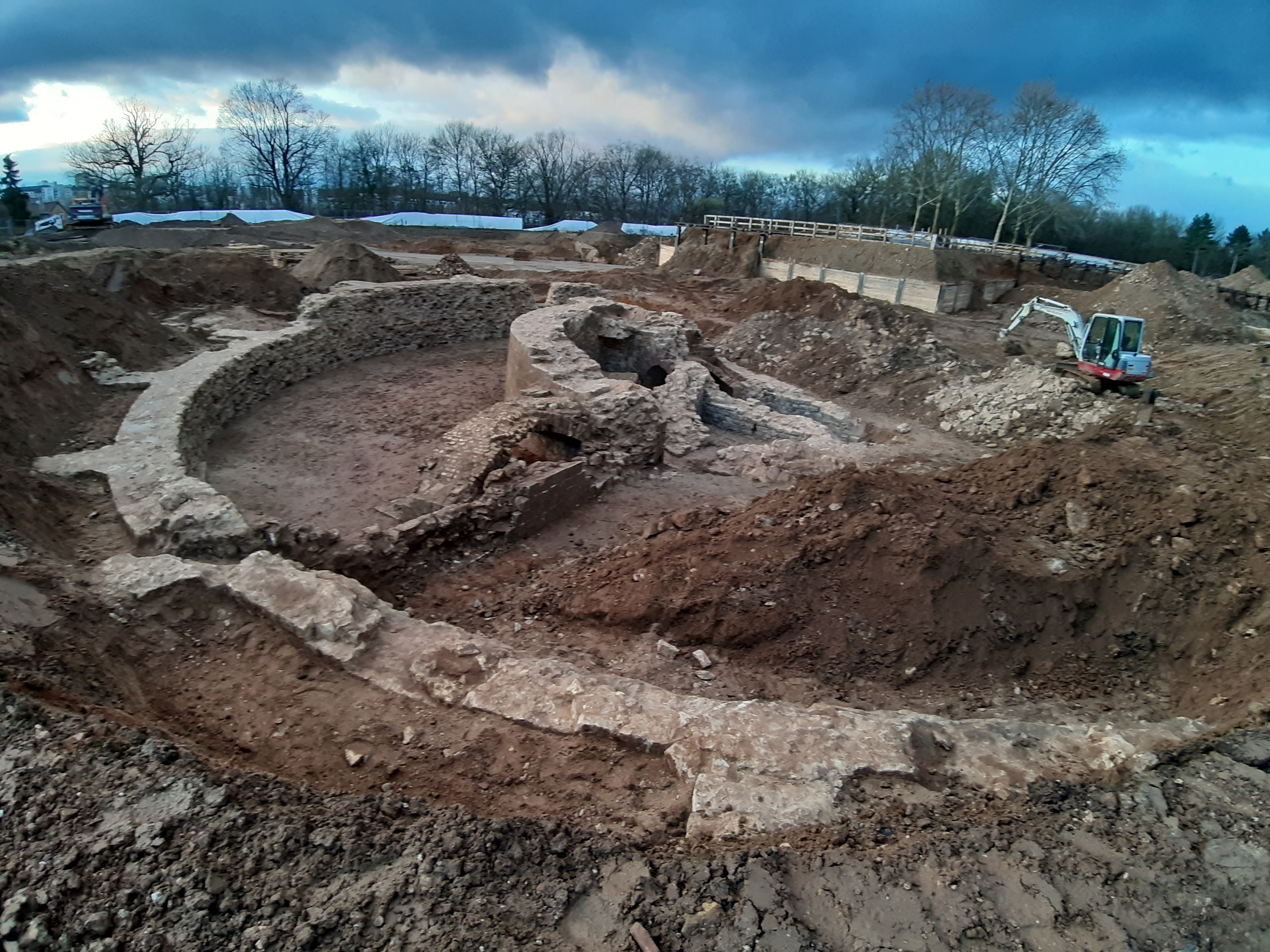
Südteil des Fort Hartenberg direkt neben der Bushaltestelle, Blick in Richtung Westen (Januar 2020)

Das Fort Hartenberg wurde auf dem zur Zeit seines Baus noch weitestgehend unbesiedelten Hartenberg errichtet, und zwar unmittelbar nördlich der Stelle, an der heute die Jakob-Steffan-Straße auf die Straße Am Judensand trifft. Sein innerer Kern, das Reduit, war fünfeckig angelegt; auch seine äußeren Mauern folgten einer im Wesentlichen fünfeckigen Struktur. Die gesamte Anlage hatte einen Durchmesser von knapp 200 m und war nach Osten hin (zum Tal der heutigen Wallstraße) durch ein noch heute gut erhaltenes Kavalier abgeschlossen. Durch ein etwa 300 m langes Verbindungsbauwerk für unbemerkte Truppenbewegungen war Fort Hartenberg mit dem nördlich benachbarten und ähnlich großen Fort Hartmühl verbunden. Beide Forts liegen auf dem Gelände des heutigen Hartenberg-Parks. Reste des Fort Hartenberg finden sich östlich des Basketballfeldes, Reste des Fort Hartmühl nördlich der Wasserspiele. Das Verbindungsbauwerk lag ungefähr da, wo heute der asphaltierte Park-Hauptweg verläuft. Das Reduit wurde 2017 freigelegt, archäologisch dokumentiert und danach abgebaggert. Unmittelbar südwestlich des Reduit befindet sich eine markante Baumgruppe, die früher dem Schulhof Schatten spendete, langfristig erhalten bleiben und einen Mittelpunkt der künftigen Wohnbebauung bilden soll. Sie ermöglicht während der Bauarbeiten und auch danach eine gute örtliche Orientierung.

## Geschichte

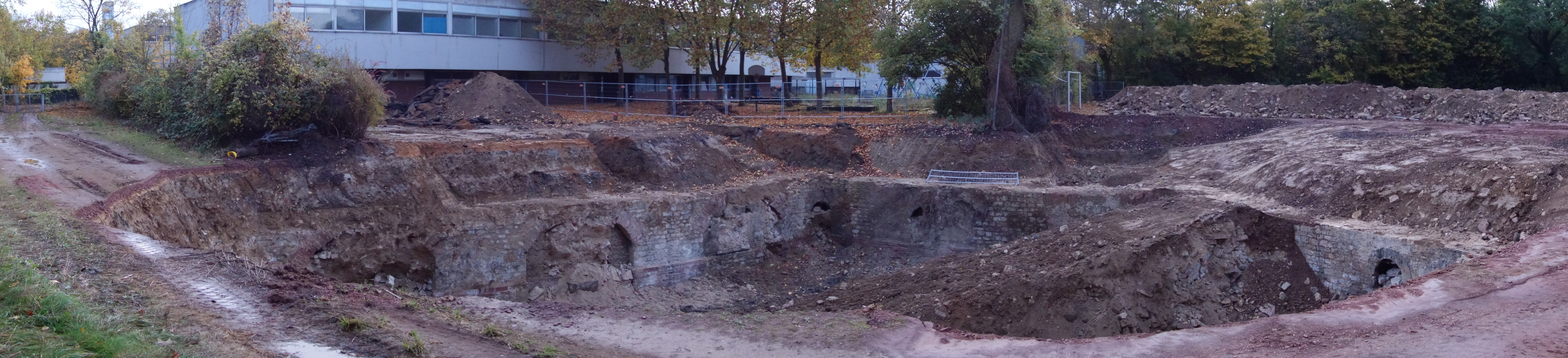
Untergeschoss des Reduit, welches 1966 beim Bau der Schule (links) erhalten blieb, im Zuge ihres Abrisses 2017 freigelegt und anschließend entfernt wurde (Panoramaaufnahme, Blickrichtung Südwest bis Nordwest)

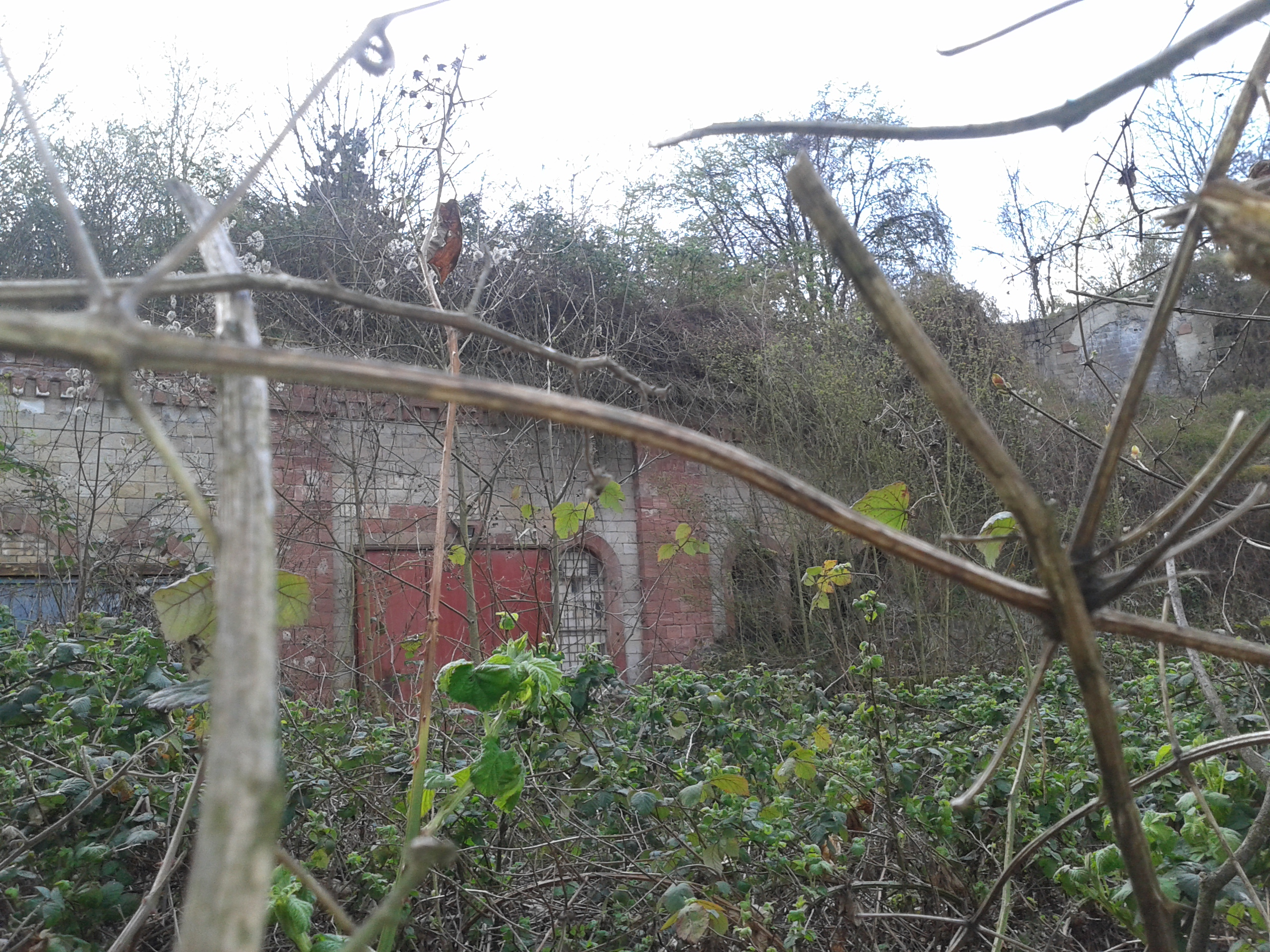
Erhaltene Front des Kavalier Hartenberg (zur Wallstraße hin, Blick nach Westen, 2014)

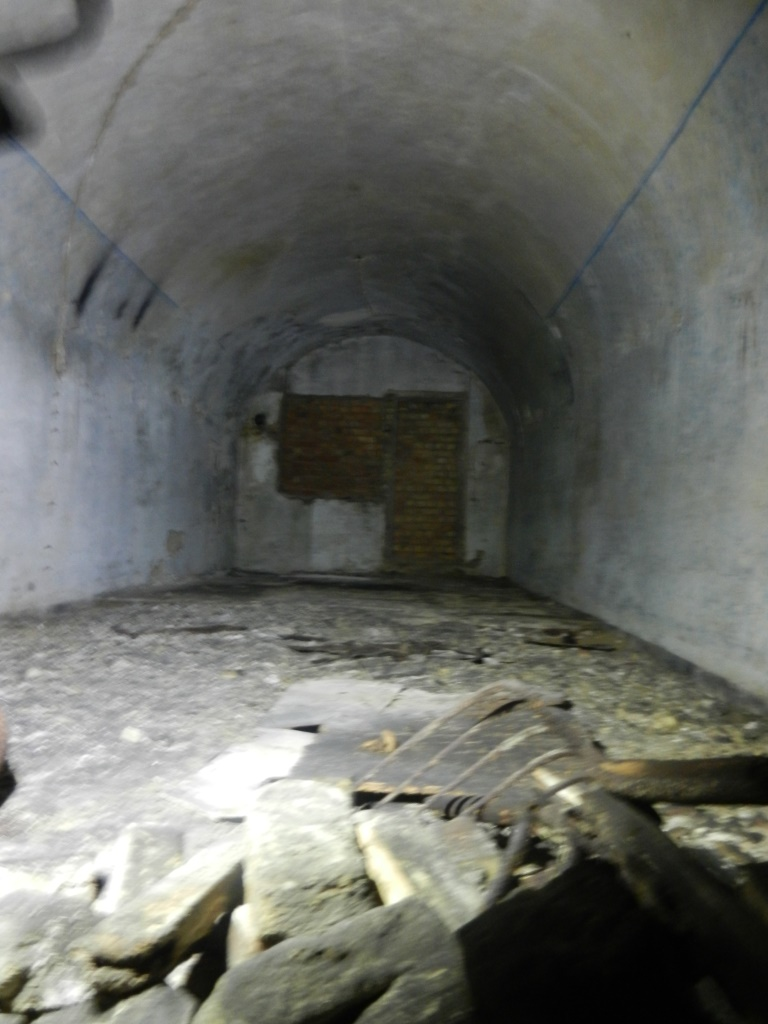
Räume wie dieser in der Kehle des Forts dienten ab 1945 als Notunterkunft und wurden beim Bau der Schule nicht abgerissen, sondern nur zugemauert und zugeschüttet (2014)

Das Fort Hartenberg wurde im 19. Jahrhundert als Teil des Rheingauwalls erbaut, welcher die Mainzer Neustadt vor Kanonenbeschuss schützen sollte. Nach dem Ende des Ersten Weltkriegs und dem Versailler Vertrag wurden auf Veranlassung der Siegermacht Frankreich unter anderem die Forts Hartenberg und Hartmühl Anfang der 1920er Jahre teilweise abgerissen. Vom Fort Hartenberg blieben jedoch zunächst einige Gewölbe erhalten, die Ende der 1940er Jahre von Ausgebombten des Zweiten Weltkriegs als Notwohnungen genutzt und innen teilweise sogar mit Tapetenmustern bemalt wurden. Diese Reste wurden später zugeschüttet, sind aber zum Teil bis heute erhalten, allerdings normalerweise nicht öffentlich zugänglich. Oberirdisch erhalten blieben nur einige wenige Mauern östlich vom Basketballkorb im Hartenberg-Park (nicht zu verwechseln mit den Mauern des Fort Hartmühl nördlich der Wasserspiele) sowie das Kavalier zur Wallstraße hin.
Nachdem ab Ende der 1950er Jahre der neue Mainzer Stadtteil Hartenberg entstand, wurde für diesen ab 1965 ziemlich genau über dem früheren Fort eine Grundschule errichtet, die Hartenbergschule, welche im Sommer 1968 eröffnet wurde. Von 1973 bis 1978 war dort außerdem die Realschule Mainz III untergebracht (1. Erweiterung der Anne-Frank-Realschule), die sodann in die Fritz-Strassmann-Realschule in Hechtsheim überführt wurde.
Als Mitte der 1990er Jahre das gut 1 km südlich befindliche Wohngebiet (Housing Area) der US-Streitkräfte zu einem für alle Bürger nutzbaren neuen Wohngebiet Martin-Luther-King-Park umgewandelt wurde, wurde die Grundschule dorthin verlegt und ihr bisheriges Gebäude fortan als Unterkunft für die Peter-Jordan-Schule (Förderschule) genutzt. 2010 musste die Peter-Jordan-Schule das Gebäude wegen Sanierungsbedürftigkeit verlassen. 2013 beschloss der Mainzer Stadtrat wegen der schwierigen Finanzierung der Sanierung, die Peter-Jordan-Schule dauerhaft an den Schulstandort Am Gleisberg zu verlegen, 2014 beschloss er, die Schule abzureißen und das Gelände einer Wohnbebauung zuzuführen. Von April 2014 bis November 2015 wurde die Schule über dem Fort Hartenberg von der Mainzer Kulturinitiative Peng genutzt, außerdem ab Dezember 2014 bis Mitte/Ende 2016 als Flüchtlingsunterkunft. Anschließend begannen Probebohrungen und erste Ausschachtungen auf dem zur Schule gehörigen Fußballplatz, 2018 schließlich wurden die Schulgebäude abgerissen.
Durch die umfangreichen Ausschachtungsarbeiten zur geplanten Wohnbebauung unmittelbar am Hartenberg-Park wurden die weitgestreckten Teile des Fort Hartenberg wieder sichtbar und seine Dimensionen erahnbar. Auch traten die unterirdischen Miniergänge zu Tage, die sich hauptsächlich westlich des Forts in geringer Tiefe in die Umgebung erstrecken. Diese relativ niedrigen Gänge dienten nicht zu Truppenbewegungen, sondern zum Einbringen und Zünden von Sprengladungen, um bei einer Belagerung durch Feinde, die den Beschuss aus irgendwelchen Gründen überstanden hatten, diese notfalls von unten in die Luft sprengen zu können. Im September 2019 trat für die Ausschachtungsarbeiten ein Baustopp von drei Monaten in Kraft, um den Archäologen die Vermessung und Dokumentation der Anlagen zu ermöglichen, bevor diese, soweit sie sich im Bereich der geplanten Wohnbebauung oder deren Tiefgarage befinden, jener weichen müssen.